# La Paulée de Meursault

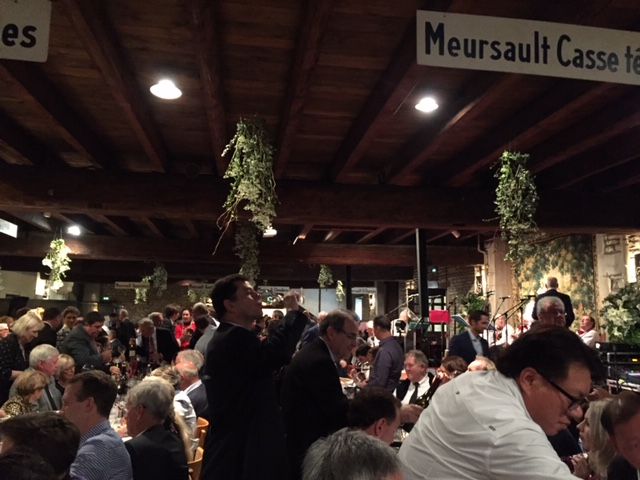
La Paulée de Meursault 2019.

La Paulée de Meursault est un déjeuner célébrant la fin des vendanges en Bourgogne.

## Étymologie
Selon certaines sources, le nom de « Paulée » vient du mot français pour sauteuse, poêle. Dans ses premières incarnations, le repas après la récolte était si simple qu'il était cuit dans une seule poêle.
Selon d'autres sources, le nom vient du patois bourguignon signifiant pelle, et fait allusion à la dernière pelle de raisins versée dans le pressoir.

## Historique
À l'origine, la célébration ne comprenait que les vignerons, les ouvriers de cave et la communauté environnante. Depuis, il a évolué pour devenir un évènement international viticole, et fait partie intégrante des Trois Glorieuses, qui comprend également une vente aux enchères caritative organisée aux Hospices de Beaune et un dîner formel au Clos de Vougeot. Environ 700 personnes assistent au déjeuner, organisé au Château de Meursault.
L'événement a été formellement organisé en 1923 par le Comte Jules Lafon et Jacques Prieur,. Traditionnellement, les vignerons rivalisaient pour proposer la meilleure bouteille de vin afin d'impressionner leurs clients préférés.

## Autres Paulées
Depuis 1983, une Paulée des vins de Loire est organisée chaque année, au mois de mars, dans le restaurant Le Georges de l'hôtel Le Grand Monarque, à Chartres. Le dîner réalisé à plusieurs mains par des chefs étoilés est précédé par un marché de vignerons de l'ensemble des appellations du Val de Loire. 
La Paulée de la Côte Chalonnaise a été co-fondée en 2000 par deux confréries : la Confrérie Saint-Vincent et disciples de la Chanteflûte de Mercurey et la Confrérie des Embrasseurs du Fin Goulôt de Montagny.
Depuis 2000, Daniel Johnnes (en) accueille La Paulée de New York et La Paulée de San Francisco, officiellement reconnues par les organisateurs de l'originale La Paulée de Meursault. Célébration des plus grands vins de Bourgogne, la version Johnnes de La Paulée propose des séminaires, des dégustations et des accords vins dîners, culminant le samedi par une grande dégustation et un dîner de gala. Le Financial Times a affirmé que La Paulée « peut raisonnablement être décrite comme la plus grande bacchanale de la planète ».